# Eudorella parvula
Eudorella parvula är en kräftdjursart som beskrevs av Hansen 1920. Eudorella parvula ingår i släktet Eudorella och familjen Leuconidae. Inga underarter finns listade i Catalogue of Life.